# Reinaldos de Montalbán
Reinaldos de Montalbán es un ciclo de libros de caballerías publicados en España entre 1523 y 1542. Su protagonista es el paladín francés Renaud de Montauban, uno de los legendarios doce pares de Francia, caballeros de la corte del emperador Carlomagno.

## Los dos primeros libros
La serie fue iniciada por el Libro del noble y esforzado caballero Renaldos de Montalbán, y de las grandes proezas y extraños hechos en armas que él y Roldán y todos los doce pares paladines hicieron, publicado en Toledo en 1523 en la imprenta de Juan de Villaquirán. Se trata de una traducción de la obra italiana Innamoramento di Carlomagno, impreso en Venecia en 1481, efecuada por Luis Domínguez.
La obra tuvo una popularidad significativa, ya que fue reimpresa en Sevilla en 1525 y 1535, en Salamanca en 1526, en Alcalá de Henares en 1563-1564, en Burgos en 1564 y en Perpiñán en 1585.  Cervantes la conocía: Don Quijote "estaba bien con Reinaldos de Montalbán, y mas cuando le veía salir de su castillo y robar cuantos topaba." [Don Quijote de la Mancha, I, Cap I]

## Continuaciones
La obra fue continuada en La Trapesonda, que es tercero libro de don Reinaldos y trata cómo por sus caballerías alcanzó a ser emperador de Trapesonda: y de la penitencia y fin de su vida, impresa en Sevilla en 1533 por Juan Cromberger. Esta obra fue reimpresa enToledo en 1538 y 1558, en Sevilla en 1542 y en Alcalá de Henares en 1563. Hubo una cuarta parte, publicada en Sevilla en 1542, con el título La Trapesonda. Aquí comienza el cuarto libro del esforzado caballero Reynaldos de Montalbán, que trata de los grandes hechos del invencible caballero Baldo, y de las graciosas burlas de Cingar.